# Superman: La Atracción de Acero
Superman: La Atracción de Acero sont des montagnes russes sans sol du parc Parque Warner Madrid, situé à 25 kilomètres au sud-est de Madrid, dans la ville de San Martín de la Vega, en Espagne.

## Le circuit
En sortant de la gare, on effectue un demi tour qui nous place sur le lift. En haut, et c'est unique chez les B&M, on enchaine pré-lift et descente droite. Ensuite on passe un loop, un immelmann, un Zero-g roll, un cobra roll, un camelback, des interlocked corkscrew et une hélix.

## Galerie

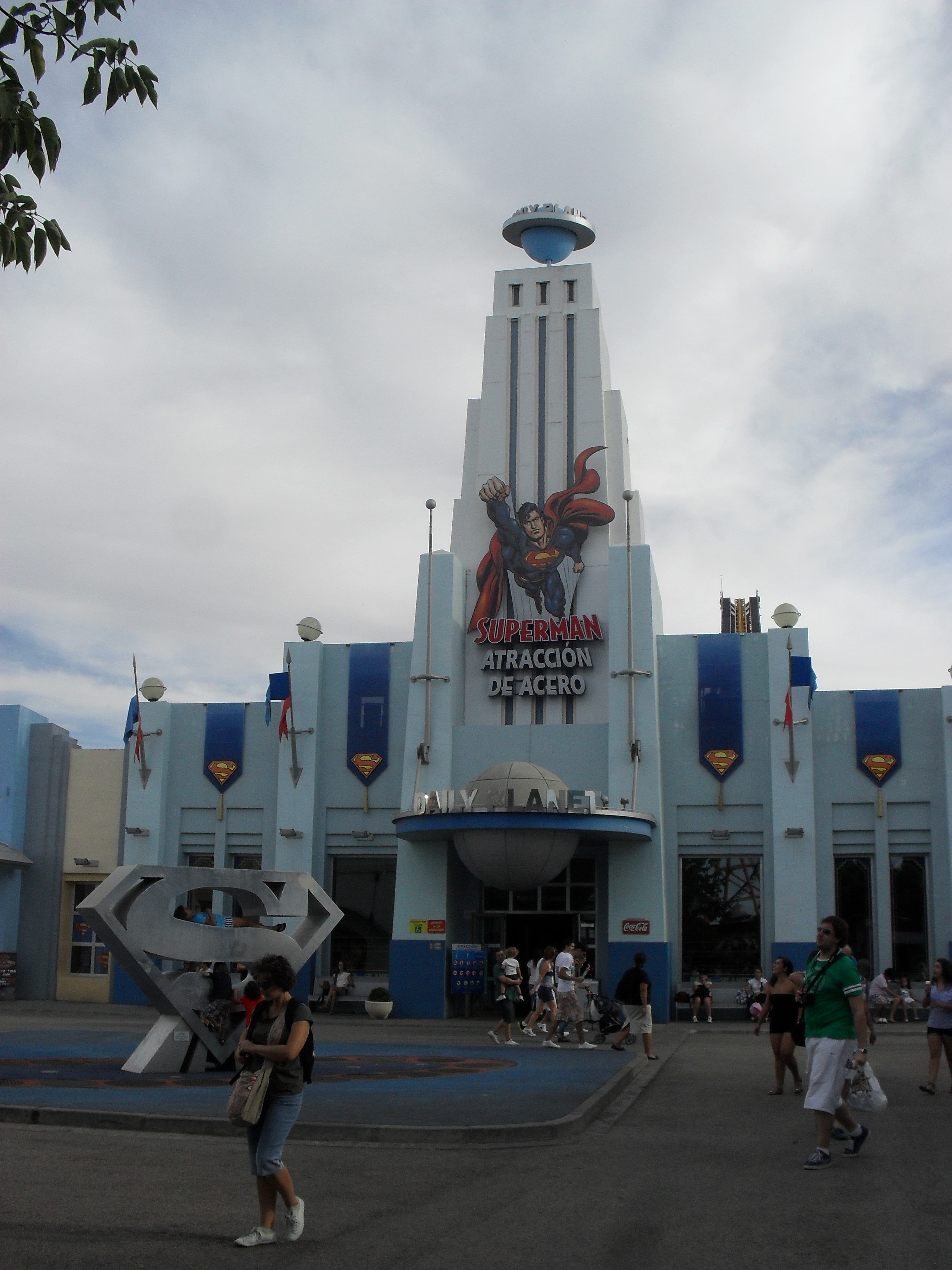
Entrée de l'attraction.
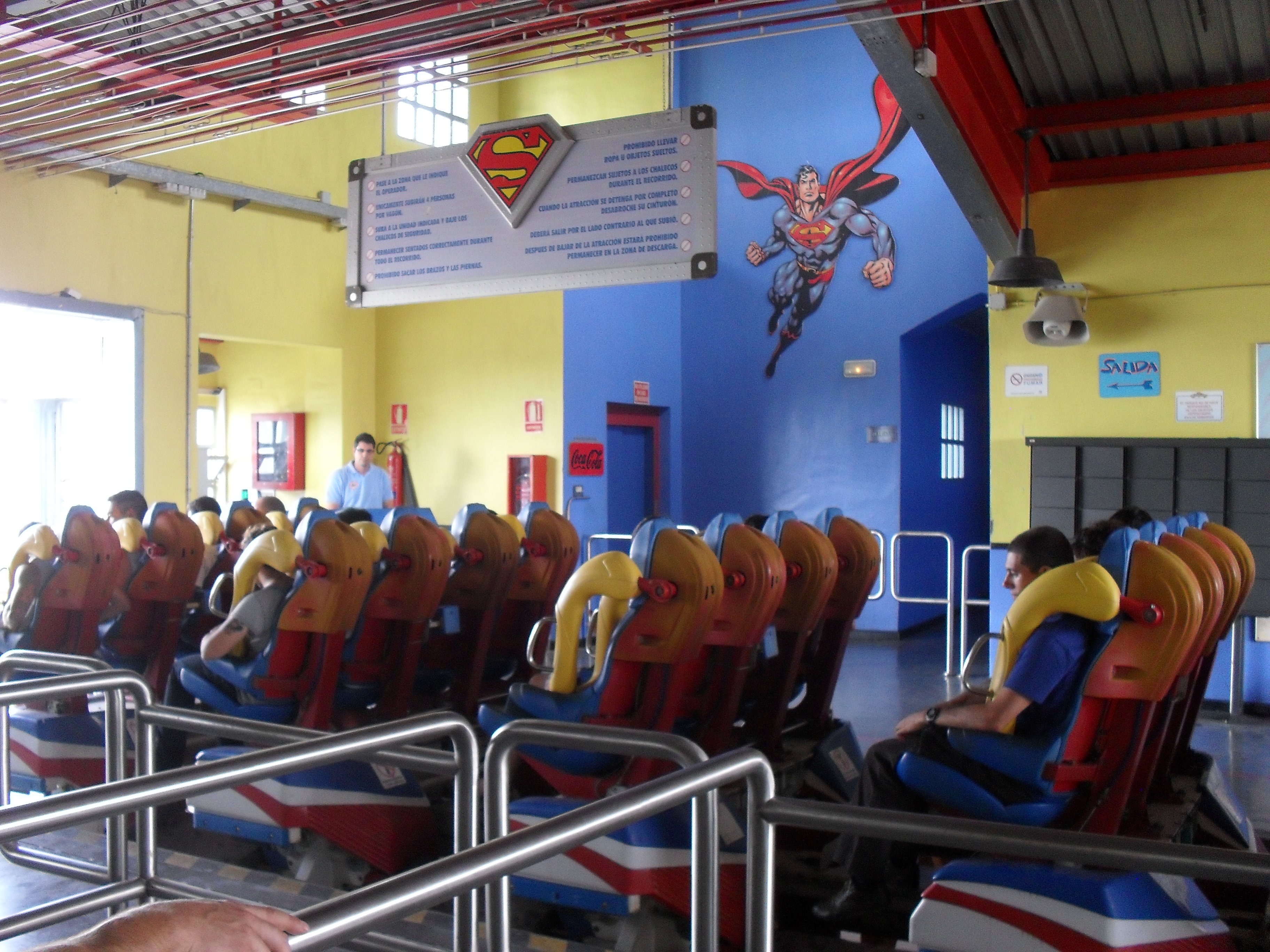
La gare.
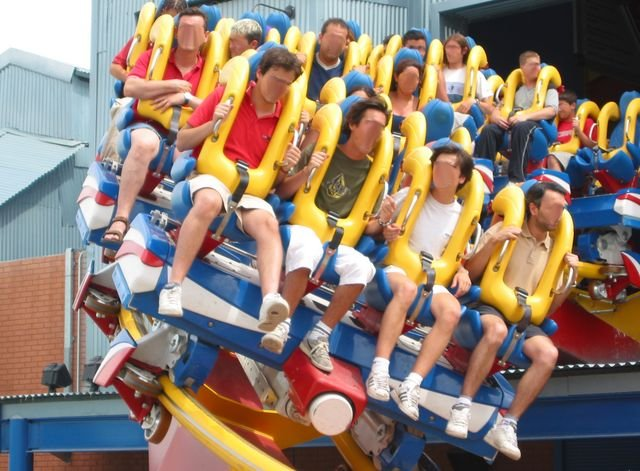
Un des trains.
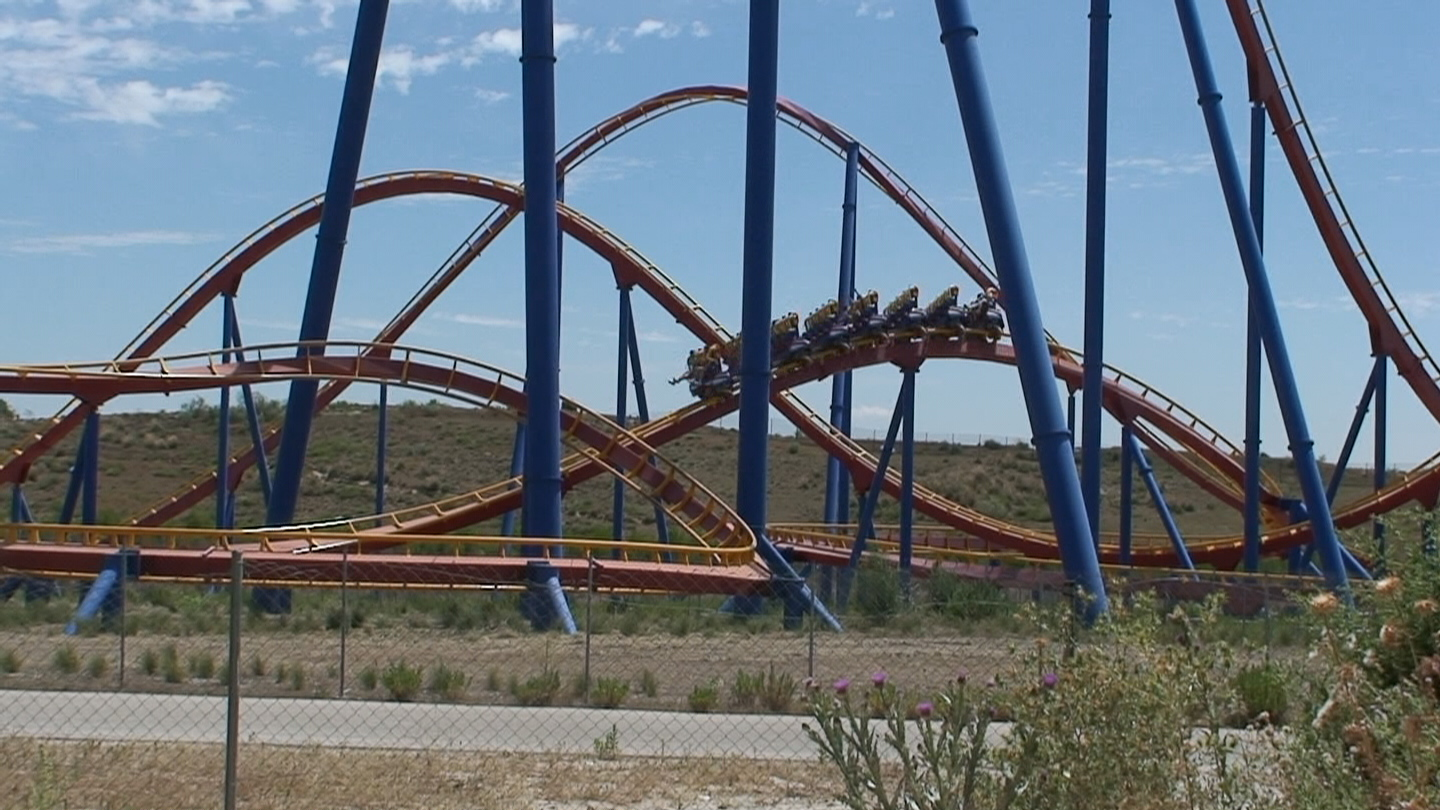
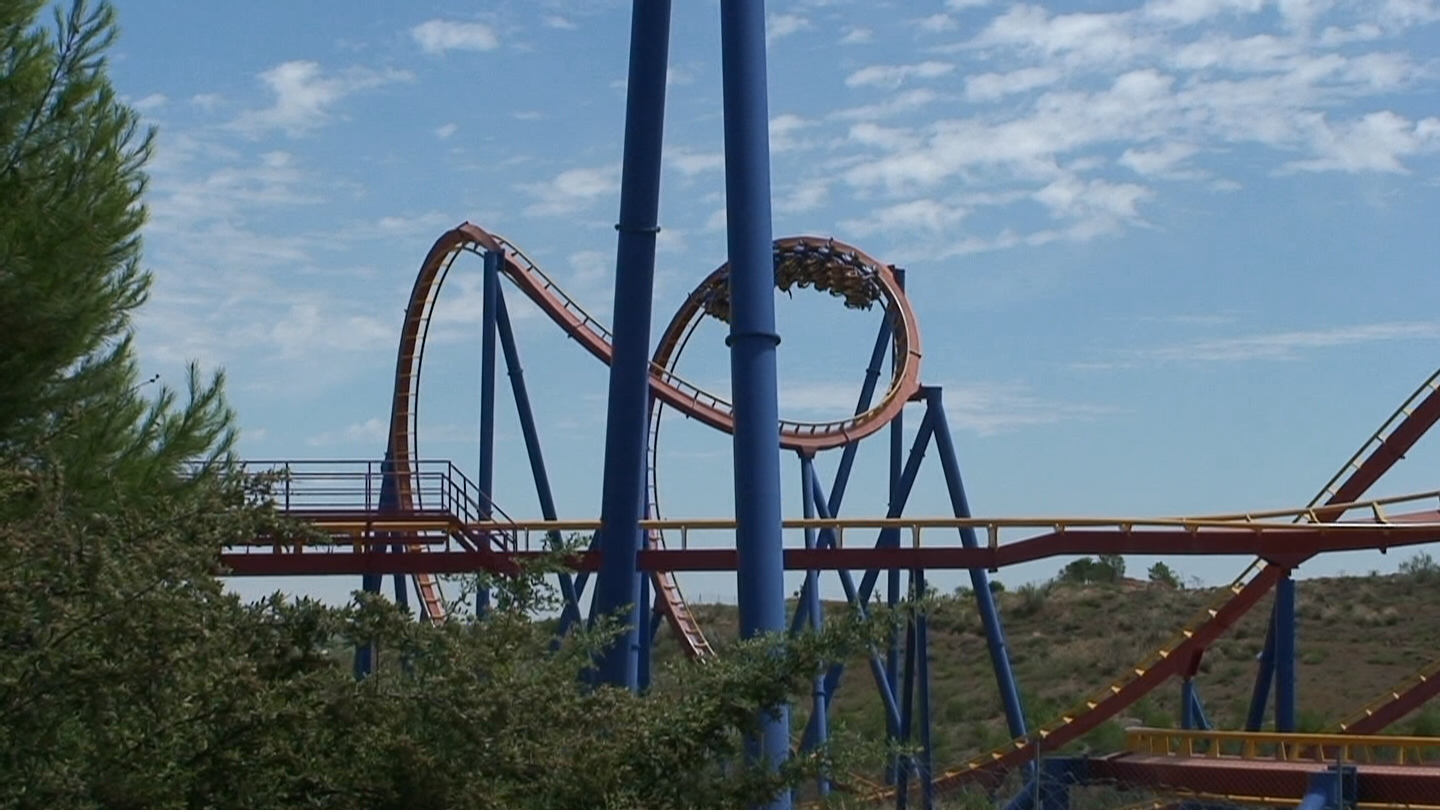